# ベルント・ピシェッツリーダー

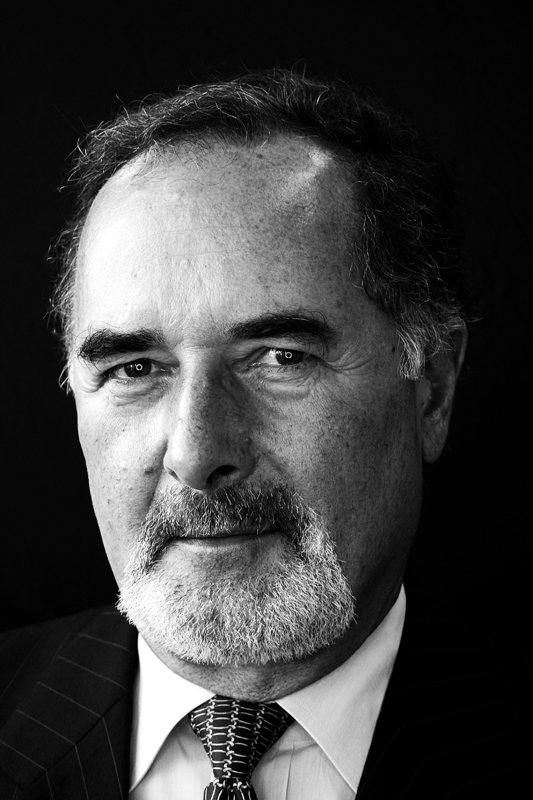
Bernd Pischetsrieder
Image: Stuart Mentiply

ベルント・ピシェッツリーダー（Bernd Pischetsrieder 、1948年 - ）は、ドイツの自動車エンジニアでありビジネスマンである。

## 経歴
1973年からドイツの自動車メーカーBMWで自動車技術者としてキャリアをスタートし、1993年から1999年までBMWのCEOを務め、2002年から2006年までフォルクスワーゲンのCEOを務めた。2002年から2007年までスカニアのCEOを務めた。
2013年、ミュンヘン再保険の会長に就任した。 